# Capitalisme et liberté
Capitalisme et liberté (titre original : Capitalism and Freedom) est un livre de Milton Friedman, publié en 1962.
Sa thèse principale est que la liberté économique est une condition nécessaire à toute liberté politique. S'adressant à un large public et non aux seuls économistes, Friedman fait l'apologie du libéralisme, terme qu'il utilise dans son acception classique et non dans son sens moderne en américain. Friedman développe aussi dans cet ouvrage des travaux de ses collègues de l'Université de Chicago, notamment Frank Knight, Friedrich Hayek et George Stigler. Il s'est vendu à plus de 400 000 exemplaires en dix-huit ans. 

## Contexte
Capitalisme et liberté a été écrit en 1962, d'un point de vue américain, par un économiste. Milton Friedman y défend cependant davantage ses convictions philosophiques, politiques et économiques, qu'il y fait œuvre d'économiste. C'est principalement le résultat de conférences données en juin 1956 au Wabash College à l'invitation du William Volker Fund, fondation disparue depuis.
Il a été écrit quinze ans après la fin de la Seconde Guerre mondiale, à une époque où la Grande Dépression était encore dans tous les esprits. Que ce soit sous les administrations Kennedy ou Eisenhower, les dépenses fédérales augmentaient fortement, en particulier pour la défense, l'État providence ou les infrastructures et ce dans un consensus bipartisan entre démocrates et républicains. Dans la lignée du New Deal, le climat intellectuel était en faveur du keynésianisme. Cela explique probablement la réaction assez fraiche que reçut alors l'ouvrage : aucun des grands journaux américains n'en fit la critique, à l'exception de The Economist, journal anglais.

## Contenu
Introduction
Friedman y présente sa vision du libéralisme, philosophie qui défend un gouvernement limité et aussi peu centralisé que possible. Il retient l'acception européenne plus qu'américaine du terme, qu'il considère être pervertie depuis le New Deal.
1. Les relations entre liberté économique et liberté politique
Dans ce chapitre, Friedman défend la liberté économique en tant que telle et comme moyen nécessaire pour accéder à la liberté politique. Il avance ainsi que, si les moyens de production sont détenus par l'État, aucune dissidence ne peut s'exprimer. Il écrit ainsi : « L'histoire suggère uniquement que le capitalisme est une condition nécessaire à la liberté politique. Clairement ce n'est pas une condition suffisante »
2. Le rôle du gouvernement dans une société libre
Pour Friedman, l'État dans une société libérale doit garantir le respect de la loi, du droit et de la propriété privée. Il doit également agir contre certains monopoles et pallier les éventuelles défaillances du marché.
3. Le contrôle de la monnaie
Il aborde la question de la création monétaire aux États-Unis et en particulier de son contrôle étatique par le Federal Reserve Act de 1913. Très critique envers l'action de la Fed dans le passé, il propose qu'elle ait un objectif d'augmentation de la masse monétaire de 3 à 5 % par an.
4. Commerce international et accords commerciaux
Il défend la fin du Système de Bretton Woods et son remplacement par un système de changes flottants, ainsi que la fin des barrières protectionnistes.
5. Politique fiscale
Friedman se positionne contre la hausse des dépenses publiques et contre la justification qui en est faite par le besoin qu'en aurait l'économie. Pour lui, les dépenses gouvernementales rendent au contraire instable l'économie. Sur la base de ses recherches il met également en doute la théorie keynésienne du multiplicateur en remarquant que la hause des dépenses du gouvernement a été en ligne avec la croissance économique.
6. Le rôle du gouvernement dans l'éducation
La politique défendue ici est celle du chèque éducation, que les étudiants pourraient utiliser pour financer leurs études dans l'établissement de leur choix. Friedman considère que dans une démocratie une éducation de base est nécessaire et propose diverses solutions pour y arriver.
7. Capitalisme et discrimination
Friedman estime que le capitalisme est le meilleur système pour éviter la discrimination car il est trop coûteux pour un employeur, un consommateur, etc, de se passer des produits ou des compétences des personnes qu'ils voudraient discriminer. La nature impersonnelle des relations commerciales renforce cette difficulté. Pour ces raisons, il défend l'abandon des lois discriminantes.
8. Monopole et responsabilité sociale des entreprises et des travailleurs
Friedman distingue trois types de monopoles : monopole public, monopole privé, monopole de réglementation publique. Les monopoles d'origine étatique doivent être limités autant que faire se peut. La doctrine de la « responsabilité sociale » selon laquelle les entreprises doivent se préoccuper de la « société » et non de profit est dangereuse et ne peut conduire qu'au totalitarisme selon Friedman.
9. Professions règlementées
Il défend une posture radicale contre les règlementations de certaines professions, arguant du fait que les principaux tenants d'une telle position sont les acteurs déjà implantés qui ainsi réduisent la concurrence. En particulier, il s'oppose à la règlementation de l'exercice du métier de médecin.
10. Redistribution des revenus
Friedman s'intéresse là à l'impôt progressif, introduit pour partie afin d'agir sur la distribution des revenus. Il considère que les riches parviennent à profiter de ces dispositions et que l'effet en est in fine nul d'un point de vue redistributif. Il défend à la place une flat tax.
11. Mesures de l'État providence
En dépit de leurs bonnes intentions, les mesures d'aide aux plus démunis n'aident pas dans les faits ceux qui en ont besoin et Friedman développe en particulier l'exemple du système de retraite américain par répartition, la Social Security.
12. Réduction de la pauvreté
En complément de la flat tax Friedman défend l'impôt négatif sur le revenu afin d'aider les plus pauvres avec un revenu minimum, de façon potentiellement plus efficace.
13. Conclusion
Friedman conclut sur les effets des politiques étatiques, souvent très éloignés des objectifs initiaux. La majorité du progrès est venu des hommes agissant librement et non des États, chose qui continuera à être selon Friedman.

## Influence
L'influence de l'ouvrage a été variable ; certaines des propositions de Milton Friedman ont été mises en place comme la flat tax dans de nombreux pays d'Europe de l'Est (République tchèque, Albanie, Bulgarie, Estonie, Russie, Ukraine, etc.) ou le système de changes flottants dont il n'a pas forcément été le principal inspirateur. D'autres comme la fin des professions règlementées ou le chèque éducation ont rencontré un succès très mitigé, voire n'ont trouvé pour la première aucune application. 
Néanmoins, le livre a fait connaître Friedman auprès du grand public et garde son importance : il est considéré par la National Review comme le dixième ouvrage de Non fiction le plus important du XXe siècle et The Times Literary Supplement l'a décrit comme « l'un des livres les plus influents depuis la Seconde Guerre mondiale ».

## Éditions
En langue anglaise
- Capitalism and Freedom, University of Chicago Press, Chicago, 1962.

Traductions
- En français :
  - Capitalisme et liberté, 1971, éditions Robert Laffont, traduction A. M. Charno (la même traduction sera utilisée pour les éditions suivantes).
  - Capitalisme et liberté, mars 2010, collection A Contre-courant, Leduc.s Editions, Paris, préface par André Fourçans (professeur d'économie à l'ESSEC Business School), 14 x 21,5 cm, 320 pages,  (ISBN 978-2-84899-369-0).
  - Capitalisme et liberté, avril 2016, Flammarion, préface de Gaspard Koenig,  (ISBN 978-2-0813-5885-0).